# العلاقات الإندونيسية البيروية
العلاقات الإندونيسية البيروفية هي العلاقات الثنائية التي تجمع بين إندونيسيا وبيرو.

## مقارنة بين البلدين
هذه مقارنة عامة ومرجعية للدولتين:
| وجه المقارنة                                              | إندونيسيا         | بيرو                                   |
| --------------------------------------------------------- | ----------------- | -------------------------------------- |
| المساحة (كم2)                                             | 1.90 مليون        | 1.29 مليون                             |
| عدد السكان (نسمة)                                         | 263.99 مليون      | 32.16 مليون                            |
| الكثافة السكانية (ن./كم²)                                 | 138.94            | 24.93                                  |
| العاصمة                                                   | جاكرتا            | ليما                                   |
| اللغة الرسمية                                             | اللغة الإندونيسية | اللغة الإسبانية، اللغة الأيمرية، كتشوا |
| العملة                                                    | روبية إندونيسية   | سول بيروفي جديد                        |
| الناتج المحلي الإجمالي (بليون دولار)                      | 1.02 تريليون      | 211.39 مليار                           |
| الناتج المحلي الإجمالي (تعادل القوة الشرائية) بليون دولار | 2.85 تريليون      | 393.13 مليار                           |
| الناتج المحلي الإجمالي الاسمي للفرد دولار أمريكي          | 3.35 ألف          | 6.03 ألف                               |
| الناتج المحلي الإجمالي للفرد دولار أمريكي                 | 10.52 ألف         | 11.99 ألف                              |
| مؤشر التنمية البشرية                                      | 0.684             | 0.740                                  |
| رمز المكالمات الدولي                                      | +62               | +51                                    |
| رمز الإنترنت                                              | .id               | .pe                                    |
| المنطقة الزمنية                                           |                   | توقيت بيرو، 00                         |

## منظمات دولية مشتركة
يشترك البلدان في عضوية مجموعة من المنظمات الدولية، منها:
| علم المنظمة | اسم المنظمة                                                | تاريخ انضمام إندونيسيا | تاريخ انضمام بيرو |
| ----------- | ---------------------------------------------------------- | ---------------------- | ----------------- |
|             | وكالة ضمان الاستثمار متعدد الأطراف                         | 12 أبريل 1988          | 2 ديسمبر 1991     |
|             | الأمم المتحدة                                              | 28 سبتمبر 1950         | 31 أكتوبر 1945    |
|             | العملية المشتركة للاتحاد الأفريقي والأمم المتحدة في دارفور | ?                      | ?                 |
|             | الفريق المعني برصد الأرض                                   | ?                      | ?                 |
|             | منظمة حظر الأسلحة الكيميائية                               | ?                      | ?                 |
|             | منظمة التجارة العالمية                                     | ?                      | ?                 |
|             | منظمة الشرطة الجنائية الدولية                              | 5 أكتوبر 1954          | ?                 |
|             | مؤسسة التنمية الدولية                                      | 20 أغسطس 1968          | 30 أغسطس 1961     |
|             | يونسكو                                                     | 27 مايو 1950           | 21 نوفمبر 1946    |
|             | الاتحاد البريدي العالمي                                    | ?                      | ?                 |
|             | البنك الدولي للإنشاء والتعمير                              | 13 أبريل 1967          | 31 ديسمبر 1945    |
|             | المنظمة الهيدروغرافية الدولية                              | ?                      | ?                 |
|             | الاتحاد الدولي للاتصالات                                   | 1949                   | 12 يوليو 1915     |
|             | مؤسسة التمويل الدولية                                      | 23 أبريل 1968          | 20 يوليو 1956     |
|             | المركز الدولي لتسوية المنازعات الاستشارية                  | 28 أكتوبر 1968         | 8 سبتمبر 1993     |
|             | منتدى التعاون الاقتصادي لدول آسيا والمحيط الهادئ           | 6 نوفمبر 1989          | 14 نوفمبر 1998    |

## وصلات خارجية
- موقع وزارة الخارجية الإندونيسية
- موقع وزارة الخارجية البيروفية